# اکیاکا، موگلا
اکیاکا، موگلا (به لاتین: Akyaka, Muğla) یک منطقهٔ مسکونی در ترکیه است که در اژه (ابهام‌زدایی) واقع شده‌است.